# Venusia shuotsu
Venusia shuotsu là một loài bướm đêm trong họ Geometridae.